# Lushui
Lushui är ett härad och centralort i Nujiang, en autonom prefektur för lisu-folket i Yunnan-provinsen i sydvästra Kina. 